# Rumanía en los Juegos Europeos
Rumanía en los Juegos Europeos está representada por el Comité Olímpico y Deportivo Rumano, miembro de los Comités Olímpicos Europeos. Ha obtenido un total de 39 medallas: 11 de oro, 14 de plata y 14 de bronce.

## Medalleros

### Por edición
| Evento        | Oro | Plata | Bronce | Total |
| ------------- | --- | ----- | ------ | ----- |
| Bakú 2015     | 3   | 5     | 4      | 12    |
| Minsk 2019    | 2   | 3     | 5      | 10    |
| Cracovia 2023 | 6   | 6     | 5      | 17    |
| TOTAL         | 11  | 14    | 14     | 39    |

### Por deporte
| Evento        | Oro | Plata | Bronce | Total |
| ------------- | --- | ----- | ------ | ----- |
| Atletismo     | 1   | 2     | 1      | 4     |
| Boxeo         | 0   | 1     | 0      | 1     |
| Ciclismo      | 1   | 0     | 0      | 1     |
| Esgrima       | 2   | 3     | 2      | 7     |
| Gimnasia      | 0   | 3     | 3      | 6     |
| Judo          | 1   | 0     | 0      | 1     |
| Karate        | 0   | 0     | 1      | 1     |
| Lucha         | 0   | 0     | 1      | 1     |
| Piragüismo    | 1   | 2     | 0      | 3     |
| Sambo         | 0   | 0     | 4      | 4     |
| Tenis de mesa | 2   | 2     | 2      | 6     |
| Teqball       | 2   | 1     | 0      | 3     |
| Tiro          | 1   | 0     | 0      | 1     |
| TOTAL         | 11  | 14    | 14     | 39    |